# ノロ (ミジンコ)
ノロ属（ノロぞく、Leptodora）は、ミジンコ類の1属である。1 cmを越える大型種で身体は細長く、捕食性を持つ。単一の種と思われていたが、複数種であるとの説が出ている。これが認められれば、日本産のものは Leptodora richardiである。

## 概要
ノロは細長い淡水性プランクトンで、前端に突き出した複眼があり、1対の強大な遊泳用の触角と歩脚状の胸肢を持ち、長い腹部の後端には1対の尾脚をもつ。日本では規模の大きい淡水湖に見られるが、北方ではより浅い湖沼や湿原にも見られ、世界的には北半球に広く分布する。幼生はメタノープリウスを経由する。
本種はミジンコ類では飛び抜けて大きいだけでなく、形態的にもかけ離れており、この1属で単独の1科を成し、さらに1下目を独自に立てる。ただし複数種が含まれるとの説もあり、それについても触れる。
和名はその動きが悠々としていることによる。ノロミジンコの名が使われたこともある。学名の "Leptodora" は薄い皮の意で、その身体がガラスのようであることによる。

## 特徴
外見は一般のミジンコと大きく異なり、小エビのように見え、あるいは巨大な複眼から『一つ目小僧』という子供もいるとのこと。
体長は雌で15mm以上に達し、ミジンコ類で最大の種である。身体は細長い円筒形で無色透明。
頭部は長く、先端部は膨らんで、その内部を大型の複眼が満たし、単眼はない。雌の第1触角は非常に小さく、複眼の基部辺りの頭部腹綿にあって、動かすことができる。雄の第1触角は細いが非常に長く発達し、先は針状に尖る。第2触角は遊泳枝で、非常に良く発達する。基節は太くて長く、その先端から伸びる内肢と外肢はそれぞれ4節からなり、遊泳用剛毛の数はとても多い。
頭部に続く身体は細長くて4節からなるが、最初の1節は胸部が融合したもので、ここに6対の胸脚がある。胸脚はいずれも歩脚形で外肢を欠き、第1脚だけが特に強大になっている。甲殻はこの節の背面にあるが、嚢状の背殻となる。
それ以降の3節は細長い腹部である。付属肢はないが、最後の節には細長い尾爪が1対ある。肛門はこの尾爪の間に開く

## 生殖と発生
一般的なミジンコと同様、単為生殖によって卵を生産することができる。卵は1度に5-20個を産み、孵化した幼生は体長2mm、ミジンコ類では例外的にメタノープリウスの段階である。25℃では約10日で成熟に達し、この時の体長は5.5mm程度。

## 分布
日本の場合、本州では赤谷湖、霞ヶ浦、相模湖、富士五湖、諏訪湖、余呉湖、水月湖、天ヶ瀬ダムなど規模の大きい湖に多いが、北海道ではサロベツ原野、雨竜沼湿原、トムラウシ山湖沼群など、浅い湿原にも出現する。
世界的には北米、東部・中部アジア、満州、ヨーロッパから知られる。これらは長く単独種として扱われてきた。それについては分類の項を参照。
別種を含めての分布域は西ではピレネー山脈の麓に達してはおらず、イベリア半島や北アフリカには産しない。イタリア半島では北緯45°以北から知られる。シベリアや中央アジアでは分布はまばらである。中国では内モンゴル、新疆から、南は広東にまで見られる。これはほとんど北回帰線に近く、本属の分布としては最も南に位置する。
北アメリカでも分布は広く、北部アラスカには分布しないが南ではオクラホマ、テキサス南部、ミズーリ、ルイジアナなどの南部の州からは知られているが、メキシコには達しない。それらの分布は往々にして山脈に遮られ、それを越えられないようである。本属は中新世に東ヨーロッパからアジア、北アメリカへと分布を広げたものと推定される。

## 習性
一般のミジンコ類が濾過摂食を行うとされるのに対して、この動物は捕食性であることが知られている。獲物になるのはより小型のプランクトン性の甲殻類、例えばゾウミジンコ属、ネコゼミジンコ属、ミジンコ属、オナガミジンコ属、オオメミジンコ属、ケンミジンコ属などであるが、ワムシを捕らえるとする報告や、共食いの報告もある。この動物の多い湖では動物プランクトンの量やその増減についての影響が小さくない。
この動物の遊泳速度は速く、秒速13.4mm（±4mm）で泳ぎ回る。この間、胸脚を大きく広げ、「捕獲用の籠」を形作る。獲物が動物の身体のどこかに触れると、動物は腹部を素早く前に引き寄せ、捕獲用の籠に押し込むようにして、この時に尾節の最後端でこれを塞ぐ。この反応は無条件反射的な行動であると思われる。直前やわずかに下方で接触した獲物を捕らえることはできず、獲物は本種に接触したときに逃避行動を取る。この際、カイアシ類は素早い1回の跳躍で逃れることができるが、ミジンコ類はより逃避速度が遅く、特に幼生では逃れることができるほどの速度を出せない。

## 分類
ミジンコ類の中で、本属のものは多くの特徴が独特であり、単独でノロ科 Leptodoridae Lilljebroug を立て、さらにこの科単独で端脚下目 Haplopoda を構成する。普通のミジンコ類では頭部以降の身体全てが甲殻に収まり、その背中側の一部が育児嚢になるのに対して、甲殻が育児嚢のみとなり、身体が裸出すること、また胸部の付属肢が普通のミジンコ類では鰓状であるのに対し、歩脚状である点などが目立つ。これらの点は、オオメミジンコ科などを含む鈎脚下目 Onychopoda とも共通する。またこの両者共に捕食性でもある。ただし鈎脚下目のものでは胸部の付属肢に内肢と外肢がある二叉形であるのに対して、本科ではすべて外肢を欠く単枝形となっている。また鈎脚下目のものでは胸脚が4対あるが、本科では6対であることなど、重要な差異が多い。
本属のものは L. kindtii ただ1種のみであると信じられてきた。かつて別種として記載されたものもあるが、それらは広く認められるには至っていない。しかし、2009年にアムール川流域から新たな種 L. richardi が記載された。この著者によると、この種は L. kindtii より身体が小さく、また身体の各部の比率が異なり、頭部がより長く、腹部がより短い。またこの種は極東ロシアから中国にわたって分布し、それに日本のものもこの種である。さらに Xu et al.(2011)は遺伝子情報からヨーロッパに L. kindtii が、東アジア（日本含む）に L. richardi が、そして北アメリカのものは未記載の別種であると判断した。また、ほぼシベリア全体にわたる地域ではL. kindtii と L. richardi との雑種が見られる。この地域のものはL. kindtii のミトコンドリアDNAを持ちながら核DNAは両者の混合したものとなっているという。
水野・高橋(1991)は「北方系のものと思われるが、かなり南からも知られる」旨を述べているのは、本属を全て同種と見なしての言である。本属の分布は明らかに北方に偏っているが、日本に産するものは L. richardi と思われ、この種の分布は本属中もっとも南に偏っている。